# Androdeloscia hamigera
Androdeloscia hamigera is een pissebed uit de familie Philosciidae. De wetenschappelijke naam van de soort is voor het eerst geldig gepubliceerd in 1952 door Vandel.